# (4208) Kiselev
(4208) Kiselev est un astéroïde de la ceinture principale.

## Description
(4208) Kiselev est un astéroïde de la ceinture principale. Il fut découvert le 6 septembre 1986 à la station Anderson Mesa par Edward L. G. Bowell. Il présente une orbite caractérisée par un demi-grand axe de 3,21 UA, une excentricité de 0,08 et une inclinaison de 16,8° par rapport à l'écliptique.

## Compléments